# بقلاوة

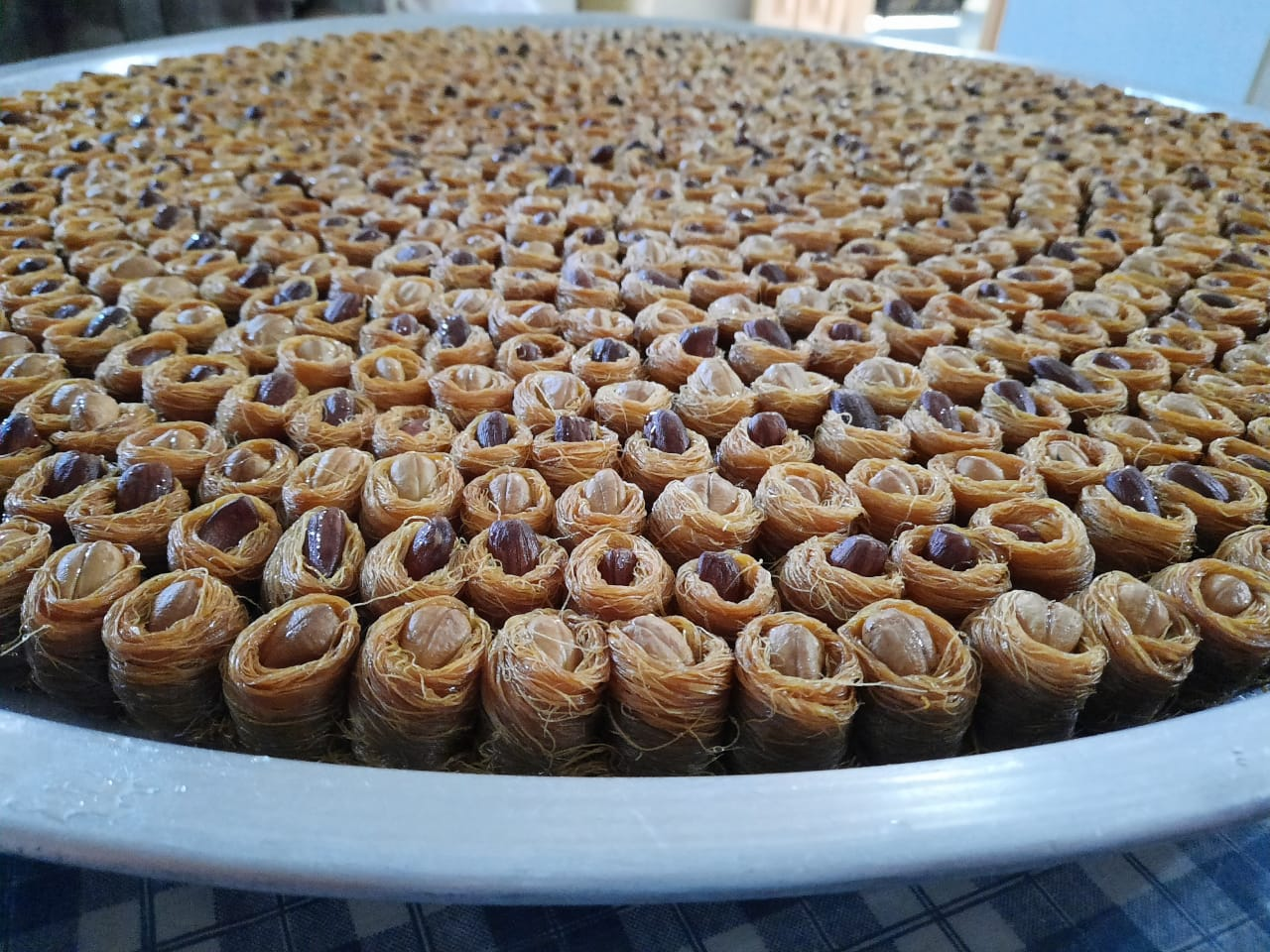
بقلاوة فلسطينية

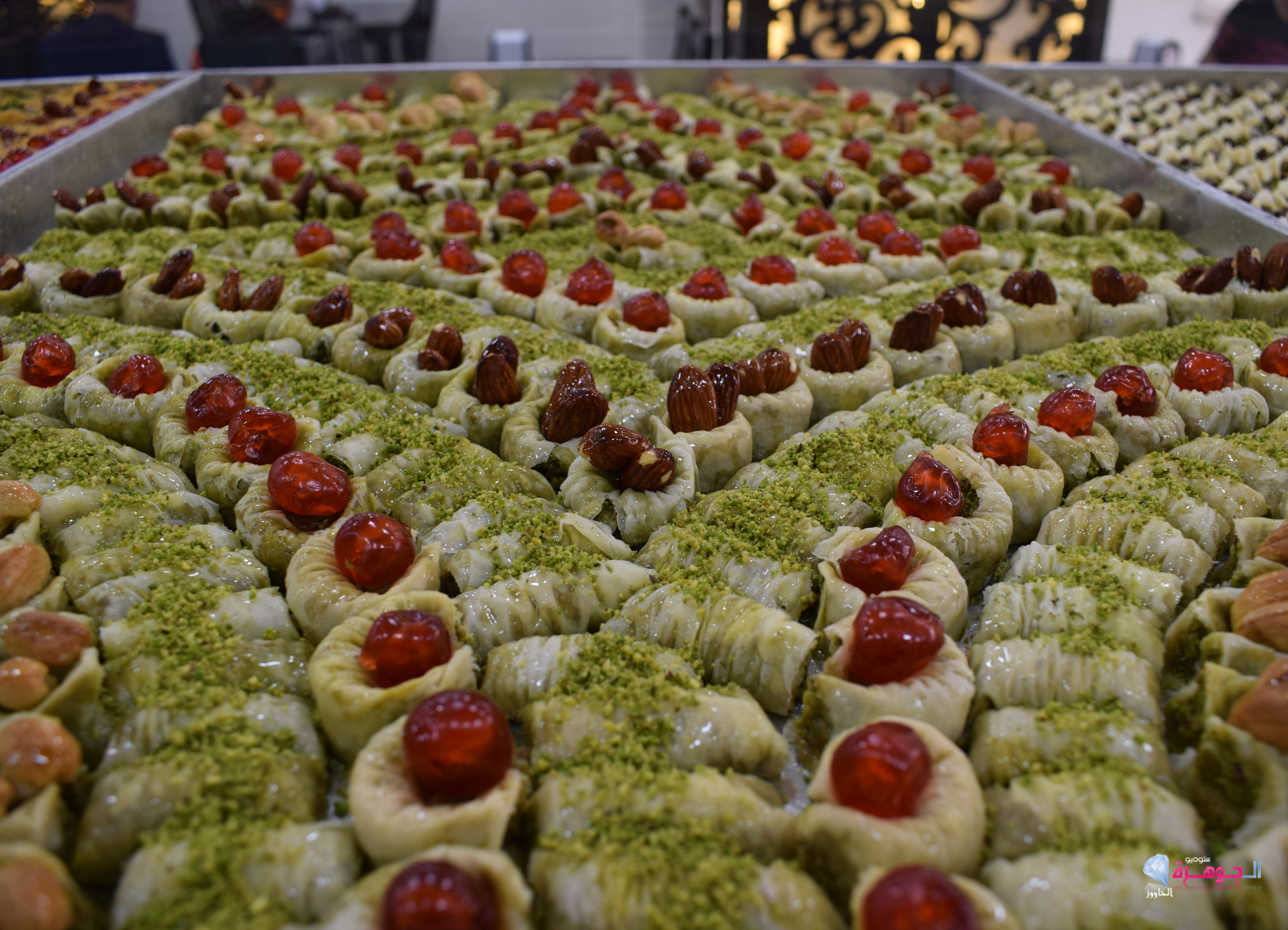
طبق من البقلاوة الفلسطينية المزينة بالفستق

البَقلاَوَة أو الجلاش (بالتركية: Baklava)‏ هِي مُعَجَّنَات مُحلاة تَتكون من طَبَقات رقيقة من العجين وتُحشى بالمكسرات كالجوز والفستق الحلبي وتُحلى بسكب القطر أو العسل عليها ويجعلها ذلك أكثر تماسكاً. تشتهر البقلاوة في المطابخ العربية والآسيوية ومطبخ الشرق الأوسط، إضافة إلى المطابخ الشامية والمغاربية والتركية وجنوب الآسيوية والقوقازيّة والبلقانية. وتُعتبر من ضمن الستة عشر نوعاً من الأطعمة والمشروبات غير الأوروبية التي حصلت على الصفة الشرفية وضُمَّت إلى قائمة العشر أنواع من الأطعمة الأكثر شهرة في العالم.

## التسّمِية
كلمة بقلاوة مُشتقة من اللغة التركية العثمانية، وتُستخدم في كثير من اللغات مع اختلاف طفيف في اللفظ والكتابة. وقد دخلت الكلمة إلى اللغة الإنجليزية سنة 1650م، وقِيل أنها تحريف من اسم زوجة سلطان من السلاطنة العثمانيين. التسمية العربية جاءت مُشتقة من أصلها التركي ولكن حَسب قاموس هانز فير فإن التأثيل الشعبي لكلِمة بقلاوة العربية نسبت من كلمة بقوليات، بسبب دخول الفول السوداني في إعداد هذه الحلوى. ومن الممكن أن تكون مشتقة من كلمة بايلاو من اللغة المنغولية والتي تعني الربط واللف. أو ربما كانت من أصل يوناني قديم، أو من التقاليد التركية، أو في العصر البدو العرب. وبالرغم من ذلك فإن الباحث الألماني في اللغة التركية جي. دورفر رفض احتمال كون الكلمة من أصل تركي. وهناك شكل آخر من الكلمة وهو باقلبا ويُتحمل أن يكون من أصل فارسي.

## العادات والتقاليد
دخلت البقلاوة بين احتفالات الدولة العثمانية فظهر موكب البقلاوة في أواخر القرن السابع عشر الميلادي، في الخامس عشر من شهر رمضان، وبعد زيارة السلطان الخرقة الشريفة بصفته الخليفة، توزع صواني البقلاوة على وحدات الانكشارية وسائر الوحدات العسكرية في إسطنبول على أن تكون لكل عشر أشخاص صينية من البقلاوة. وكان استلام الجنود للبقلاوة ونقلها إلى الثكنات العسكرية يتم بحفل فاخر. فكانت صواني البقلاوة الجاهزة تصرّ في فوطة وهي نوع من البشاكير، وتصف أمام مطبخ قصر السلطان؛ ويصطفّ الجنود الذين سوف يستلمون الصواني مقابلها. حيث يبدأ سيلاحدار آغا أولاً فيأخذ الصينيتين الأوليتين باسم السلطان لأن السلطان يعتبر الانكشاري رقم أول؛ ويأخذ الجنود الصواني الباقية لكل صينية نفران؛ يمررون خشبة مدهونة بلون أخضر من عروات الفوطة، ويحملون الصينية على أكتافهم. يسير رؤساء كل فوج في الأمام، وحاملو الصواني يمشون خلفهم، ويخرجون من الأبواب المفتوحة ويسيرون نحو الثكنات على شكل موكب. وهذا العرض يسمى موكب البقلاوة. ويخرج سكان إسطنبول إلى الأسواق لمشاهدة موكب البقلاوة، ويظهرون حبهم للسلطان والجنود.

## التاريخ

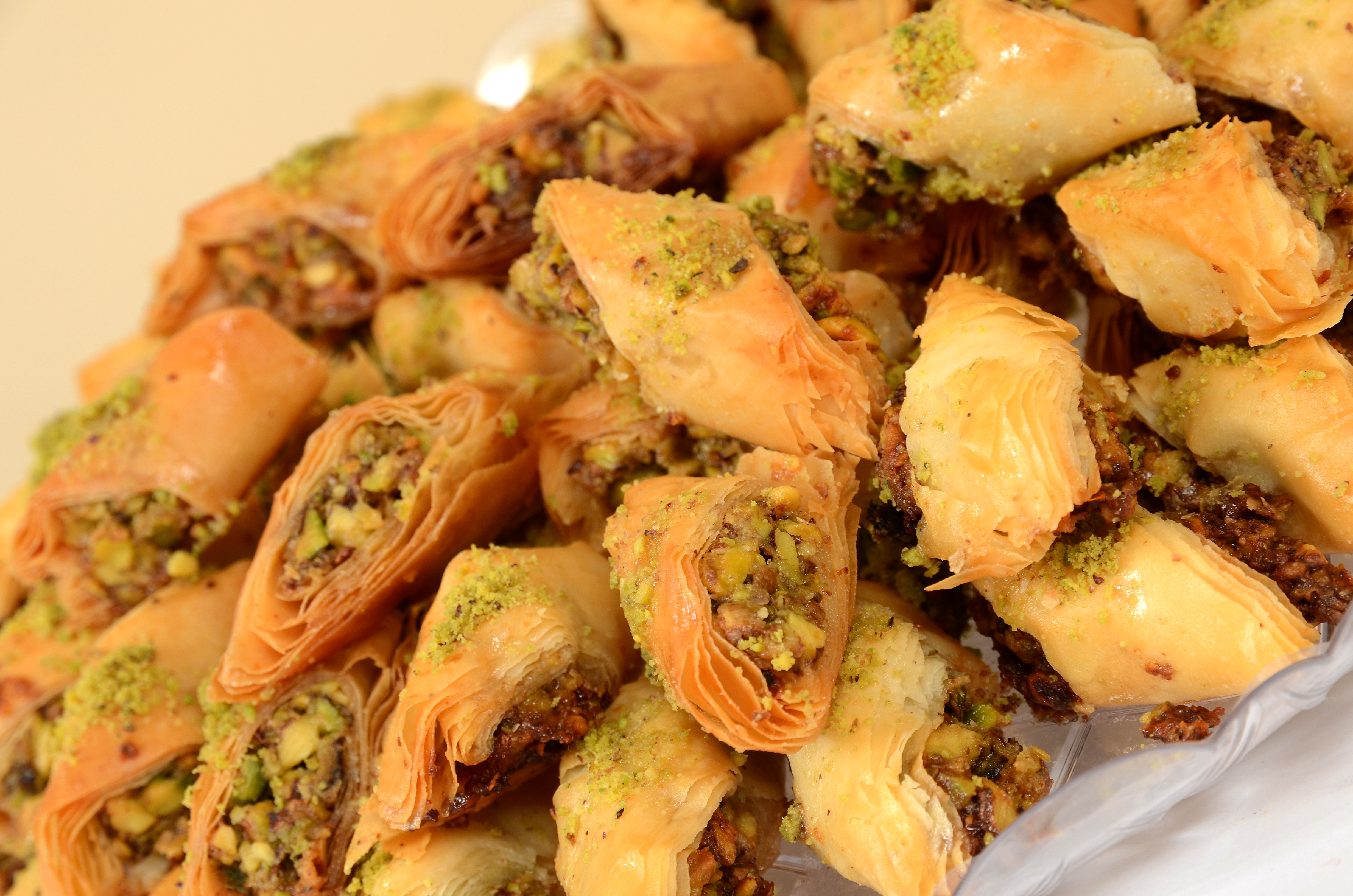
طبق من البقلاوة المُزينة بالفستق الحلبي.

لم يُوَثَّق تاريخ البقلاوة بدقة، ولكن يُشار إلى أن جذورها تعود إلى ما قبل الدولة العثمانية، ويُذكر أنها كانت تصنع في مطابخ الامبراطورية العثمانية بقصر توبكابي باسطنبول، كما قدمها السلطان في صينية كشكلها المعتاد حالياً إلى الانكشاريين في كل منتصف شهر رمضان بمراسم احتفالية تسمى موكب البقلاوة.
لا زال هناك خلاف بين اليونانيون والأتراك على أصل البقلاوة وقد أحدث أصل البقلاوة نزاع بين المناطق، فكل بلد تنسبها لنفسها، إلا أن بعض المصادر أكدت أن أصل البقلاوة في شكلها البدائي أو قيل أنها حلوى شبيهة بالبقلاوة تعود إلى القرن الثاني قبل الميلاد لبلاد الرافدين والآشوريين  الذين صنعوها من رقائق العجين الرقيق الهش المحشو بالفواكه المجففة أو المكسرات المغطى بالعسل، وأخذها عنهم الأتراك. وبمرور الوقت، ومع انتقالها من بلد إلى آخر، تغيرت بعض مكوناتها حسب عادات وتقاليد كل منطقة، فالأرمنيون أضافوا لها القرفة، بينما أضاف إليها العرب ماء الورد، واليونانيون العسل لتحليتها.
بينما قيل أن البقلاوة تركية الأصل واسمها هو اسم أول من صنعتها وهي بقلاوة زوجة سلطان تركي، وكانت طباخة ممتازة تجيد أصول الطهي، وحينما طلب منها زوجها السلطان أن تصنع له صنفًا جديدًا من الحلوى لم يعد قبل ذلك فذهبت وأتت بالجلاش ووضعت بين طبقاته الحشو بأنواعه وأضافت المسلي وأنضجته في الفرن، ووضعت عليه العسل وعندما قدمته له أقر أنه لم يتذوق مثله، وإكراما لزوجته الماهرة أطلق علي هذا النوع من الحلوى أسمها، وانتشرت بعد ذلك في العديد من البلدان العربية.
وهناك رواية أخرى تشير إلى أن البقلاوة تعود لطباخة اسمها لاوة وكانت طباخة السلطان العثماني عبد الحميد، وهي من ابتدعت هذه الحلوى فأعجبت السلطان وقال باق لاوة نه بايدي وتعني انظر ماذا صنعت لاوة.
ويقال أول من أدخل صناعتها إلى حلب شخص يدعى فريج من إسطنبول كان يعيش قبل أكثر من مائة عام في حلب وفتح لها دكاناً قرب محلة الجديدة يبيعها في شهر رمضان ثم أصبحت تباع في مختلف أيام السنة وفاقت حلب بصناعتها إسطنبول.

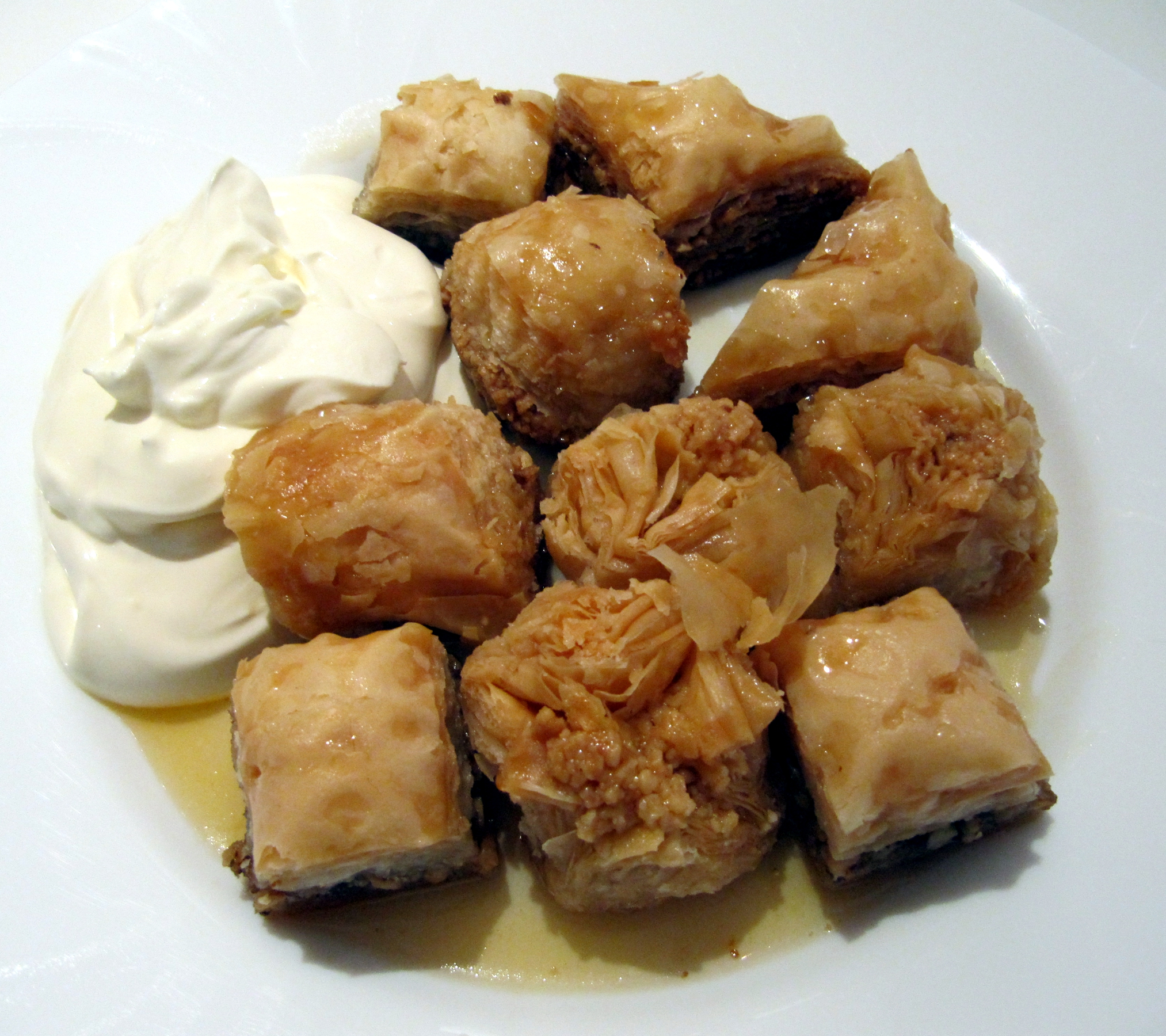
طبق من البقلاوة بالقشطة.

يعود أقدم ذكر موثق لحلوى البقلاوة إلى دفاتر مطبخ قصر توب قابي العائد لعهد السلطان محمد الفاتح. وحسب هذه التسجيلات فأنه قد تم تحميص البقلاوة في القصر، بينما كتب أوليا تشلبي في مذكراته أنه قد أكل البقلاوة عندما كان ضيفاً في قصر أمير بتلس. ومن خلال هذه التسجيلات يتبين أن البقلاوة كانت المشتهرة في كافة أنحاء الإمبراطورية العثمانية فكانت تستهلك غالباً في السراياً والقصور والضيافات والفرحات. وكان طباخو القصر يهتمون أن تكون عجينة البقلاوة رقيقة جداً. وهذا يوحي بأنه من الممكن أن العجينة المستعملة في صنع البقلاوة كانت سابقاً غليظة. وكذلك ذكرت البقلاوة في كتاب الطبيخ لمحمد بن حسن البغدادي وهي أقدم موسوعة عربية في الطبخ تعود للقرن الثاني عشر الميلادي.
بعد انتقال البقلاوة للشام أخذ اللبنانيون والسوريون بالتعديل عليها وتغيير مكوناتها، فقد تفننوا في تطويرها وإضفاء المذاق العربي على نكهتها وطريقة صنعها.
وفي القرن الثالث الميلادي ظهر كتاب مأدبة الحكماء (باليونانية: Deipnosophistae) والذي يشار اليه عادة بأقدم كتاب معاصر للطهو، والذي يقدم وصفة كعكة النهم، وهي الحلوى التي مهدت الطرق للبقلاوة كما نعرفها الآن.

## التحضير

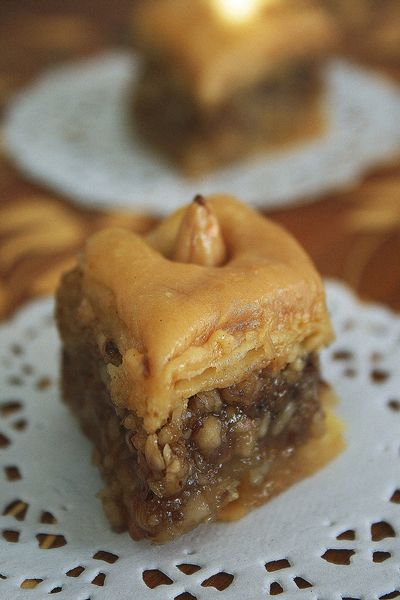
بقلاوة من المطبخ الجزائري

- 20 حبة من رقائق العجين.
- 185 غرام من الزبدة المذابة.
- كوب ونصف الكوب من الجوز المقطوع.
- ثلاثة أرباع كوب من اللوز المقطوع.
- ربع كوب من مذرة السكر.
- ملعقتا شاي من القرفة.
- ثمن ملعقة شاي من القرنفل.

### الشيرة (القطر)
- ملعقتا سكر ملعقتا ماء.
- قرنفلتان كاملتان.
- عودا قرفة.
- ملعقة شاي من عصير الليمون.
- بشارة قشرة الليمون.
- ملعقتا عسل.

## الثقافة العامة

### الكتب والأدب
من الروايات التي أُلّفت عن البقلاوة رواية نادي البقلاوة (بالإنجليزية:  The Baklava Club: A Novel)‏ ألفه جايسون غوودوين عام 2014م، وكذلك رواية البقلاوة الحلوة (بالإنجليزية:  Sweet Baklava)‏ الذي ألفته ديبي ماين عام 2011م، والصصية لغة البقلاوة (بالإنجليزية:  The language of Baklava)‏.